# Stadio municipale (Rybnik)
Lo Stadio municipale (in polacco Stadion Miejski) è uno stadio calcistico della città polacca di Rybnik, di proprietà dello stato.
Inaugurato nel 1939, può contenere 10 304 spettatori.